# マンガンモリブデン鋼
マンガンモリブデン鋼(英語: manganum-molybdenum steel)は、合金鋼の種類の一つである。
引っ張り強度はクロームモリブデン鋼と並ぶ。
溶接などの加工が容易である。
その特性を生かし、自転車のフレームなどさまざまな面で用いられる。
丈夫でしなやかで薄い肉厚でも十分な強度を得られる。
そのため軽量化と同時に引っ張り強度などが求められる用途に用いられる。
また、自転車のフレーム材料として古くから使われており、とくに長期旅行用自転車のキャンピングなど高積載荷重が求められる用途においてはクロームモリブデン鋼よりもしなやかなで安定した乗り心地が得られると評してマンガンモリブデン鋼のフレームを好むサイクリストもいる。
（アルミ等を用いた軽合金は高張力鋼よりも引っ張り強度が小さく、自転車フレームは繰り返し荷重等の関係から太く重くならざるを得ず、高積載荷重に耐えうる丈夫さと軽量を求められるフレームの用途には向かない。またカーボン等樹脂系は経年劣化が激しいほかスチールに見られる溶接のような柔軟で強固な加工が困難であるが、）マンガンモリブデン鋼を用いる場合において部品をロウ付けして仕様を容易に変更できることから、愛好家も多い。
自転車用途に特化したパイプを英国レイノルズ・テクノロジー等のメーカーが出しており、クロームモリブデン鋼等ほかの材質に勝るとも劣らない性能を実現している。